# Hymenocephalus longibarbis
Hymenocephalus longibarbis är en fiskart som först beskrevs av Günther, 1887.  Hymenocephalus longibarbis ingår i släktet Hymenocephalus och familjen skolästfiskar. Inga underarter finns listade i Catalogue of Life.